# Muine
Muine é um tocador de mídia do ambiente de desktop GNOME para Linux, Solaris, BSD e outros sistemas UNIX-like. Muine é escrito em C# usando Mono e Gtk#. O backend por padrão é o framework GStreamer mas também podem ser usadas as bibliotecas do Xine.
A aplicação tem uma interface gráfica simples e intuitiva e pode reproduzir ficheiros de áudio nos formatos Ogg Vorbis, FLAC, AAC e MP3.